# 3062 Wren
A 3062 Wren (ideiglenes jelöléssel 1982 XC) a Naprendszer kisbolygóövében található aszteroida. Edward L. G. Bowell fedezte fel 1982. december 14-én.